# Dana Carvey
Dana Thomas Carvey (ur. 2 czerwca 1955 w Missoula) – amerykański aktor, scenarzysta, piosenkarz i producent. Występował w programie NBC Saturday Night Live oraz jako Garth Algar w Świecie Wayne’a.

## Życiorys
Urodził się w Missoula w stanie Montana jako drugi z dwóch synów Billie Dahl, nauczycielki, i Williama Carveya, nauczyciela biznesu w szkole średniej. Jego straszy brat Bradley John „Brad” Carvey (ur. 10 lipca 1951) podjął pracę jako inżynier i projektant programu Video Toaster. Carvey ma angielskie, niemieckie, irlandzkie, norweskie i szwedzkie pochodzenie i został wychowany w wierze luterańskiej. Kiedy miał trzy lata, wraz z rodziną przeprowadził się do San Carlos w Kalifornii, w San Francisco Bay Area, gdzie również uczęszczał do szkoły Tierra Linda Junior High. Otrzymał swój pierwszy zestaw perkusyjny w młodym wieku. Po ukończeniu Carlmont High School w Belmont i College of San Mateo w San Mateo, studiował komunikację na San Francisco State University w San Francisco.
Swoją karierę rozpoczął jako komik w nocnych klubach. Na dużym ekranie zadebiutował w horrorze Ricka Rosenthala Halloween 2 (1981) z Jamie Lee Curtis. Rok potem pojawił się jako Adam Shields w sitcomie NBC One of the Boys (1982) u boku Mickeya Rooneya, Nathana Lane, Scatmana Crothersa i Meg Ryan. W komedii muzycznej Roba Reinera Oto Spinal Tap (1984) wystąpił jako kelner mim. W latach 1986–1993 był bohaterem programu NBC Saturday Night Live obok takich komików jak Phil Hartman, Kevin Nealon i Victoria Jackson.

## Filmografia
- 1981: Halloween 2
- 1984: Oto Spinal Tap
- 1988: Przeprowadzka
- 1990: Opportunity Knocks
- 1992: Świat Wayne’a
- 1993: Świat Wayne’a 2
- 1994: Detektyw bez pamięci
- 1994: Droga do Wellville
- 1994: Zagubieni w raju
- 2000: Mały Nicky
- 2002: Mistrz kamuflażu

## Osoby parodiowane
- Paula Abdul
- Woody Allen
- Tom Brokaw
- George Burns
- George W. Bush
- George H.W. Bush
- Johnny Carson
- John Cena
- Jimmy Carter
- Książę Karol
- Dick Cheney
- Bill Clinton
- Hillary Clinton
- Johnnie Cochran
- Bill Cosby
- Ellen DeGeneres
- Bob Dylan
- Steve Forbes
- Barney Frank
- Newt Gingrich
- Al Gore
- Cary Grant
- Hugh Grant
- Charles Grodin
- Rudy Giuliani
- Katharine Hepburn
- Kato Kaelin
- Casey Kasem
- John Kerry
- Kim Dzong Il
- Ted Koppel
- Robin Leach
- John Lennon
- Jay Leno
- Rich Little
- Paul Lynde
- Groucho Marx
- John McCain
- Paul McCartney
- John McLaughlin
- George Michael
- Peter North
- Dennis Miller
- Richard Nixon
- Barack Obama
- Suze Orman
- Al Pacino
- Ross Perot
- Regis Philbin
- Dan Quayle
- Ronald Reagan
- Keanu Reeves
- Keith Richards
- Andy Rooney
- Mickey Rooney
- Arnold Schwarzenegger
- James Stewart
- Sting
- Strom Thurmond
- John Travolta
- Mike Tyson
- Abe Vigoda
- George F. Will
- Robin Williams
- Neil Young
- Frank Zappa